# Purandhara
Purandhara (nep. पुरन्धारा) – gaun wikas samiti w zachodniej części Nepalu w strefie Rapti w dystrykcie Dang Deokhuri. Według nepalskiego spisu powszechnego z 2001 roku liczył on 2878 gospodarstw domowych i 15967 mieszkańców (8080 kobiet i 7887 mężczyzn).